# オンバト+
『オンバト+』（オンバトプラス）は、2010年4月16日より2014年3月23日までNHK総合テレビで放送されていたお笑い番組。略称は「オンバト」など。1999年3月27日より2010年3月26日までNHK総合テレビで放送された『爆笑オンエアバトル』の後継番組。

## 番組概要
2010年3月に終了した爆笑オンエアバトルを受け継ぐ形で放送が開始された。10組中5組がオンエアされる点など、爆笑オンエアバトルと同じ部分もあるが、ネタ終了時の音楽の変更や新視聴者投票システムの導入など異なる点もある。
リニューアル後はみんなの広場ふれあいホール（オープンスタジオ）だけでなく、全国各地のコンサートホールや体育館に出張して収録をする機会の頻度が多くなっていた（下記参照）。また、2013年度においては大阪放送局での収録も行われた。
2014年3月23日（22日深夜）に放送された「第4回チャンピオン大会」をもって最終回となり、爆笑オンエアバトル時代から通じた「オンバト」シリーズは15年の歴史に幕を下ろした。119回の放送で334組の芸人が出場し、175組の芸人がオンエアを果たした。

### 地方収録の収録地
所在地順。
- 北海道・中標津町
- 北海道・清水町
- 北海道・登別市
- 秋田県・秋田市
- 群馬県・高崎市
- 栃木県・矢板市
- 茨城県・つくば市
- 神奈川県・海老名市
- 富山県・高岡市
- 石川県・津幡町
- 長野県・佐久市
- 長野県・茅野市
- 長野県・駒ヶ根市
- 静岡県・焼津市
- 岐阜県・羽島市
- 愛知県・春日井市
- 愛知県・長久手市
- 三重県・松阪市
- 滋賀県・栗東市
- 京都府・精華町
- 大阪府・大阪市（NHK大阪放送局）
- 大阪府・堺市
- 和歌山県・上富田町
- 鳥取県・鳥取市
- 鳥取県・境港市
- 広島県・廿日市市
- 福岡県・岡垣町
- 福岡県・春日市
- 佐賀県・伊万里市
- 長崎県・長与町

## ルール・審査方法
詳細に関しては、爆笑オンエアバトルを参照。
初回放送は天竺鼠とラバーガールが同点5位で6組オンエアであったが、当初は5組オンエアで点数が同じ二組を同点決勝を行い、票が多かった方をオンエアする予定であった（同点決勝の結果はラバーガールが341KB、天竺鼠が289KBでラバーガールがオンエア）。しかし収録後のスタッフの協議で「一組でも多くネタを放送した方が番組のコンセプトに叶っている」という結論に至った為、6組オンエアとなった。

## 番組記録
5位までを記載。同数の場合は達成順。同時達成の場合は五十音順。
| 順位 |                    | 回数 |
| ---- | ------------------ | ---- |
| 1    | 風藤松原           | 18   |
| 1    | エレファントジョン | 18   |
| 3    | ラバーガール       | 16   |
| 4    | アイデンティティ   | 15   |
| 4    | THE GEESE          | 15   |
| 4    | アルコ&ピース      | 15   |
| 4    | うしろシティ       | 15   |

| 順位 |                    | 回数 |
| ---- | ------------------ | ---- |
| 1    | 風藤松原           | 16   |
| 1    | ラバーガール       | 16   |
| 3    | THE GEESE          | 15   |
| 3    | エレファントジョン | 15   |
| 5    | うしろシティ       | 14   |

| 順位 |                  | 回数 |
| ---- | ---------------- | ---- |
| 1    | アイデンティティ | 7    |
| 1    | ランチランチ     | 7    |
| 1    | 勝又             | 7    |
| 3    | やさしい雨       | 6    |
| 3    | ラブレターズ     | 6    |
| 3    | ツィンテル       | 6    |

| 順位 |                          | 連勝数 |
| ---- | ------------------------ | ------ |
| 1    | ラバーガール             | 16     |
| 2    | THE GEESE                | 15     |
| 3    | ザ・ゴールデンゴールデン | 9      |
| 3    | キャプテン渡辺           | 9      |
| 3    | うしろシティ             | 9      |

| 順位 |                    | 連敗数 |
| ---- | ------------------ | ------ |
| 1    | やさしい雨         | 6      |
| 2    | オレンジサンセット | 5      |
| 2    | スパローズ         | 5      |
| 2    | アナログタロウ     | 5      |
| 5    | アボカドランドリ   | 4      |

| 順位 |                   | 回数 |
| ---- | ----------------- | ---- |
| 1    | THE GEESE         | 6    |
| 2    | タイムマシーン3号 | 5    |
| 3    | ラバーガール      | 4    |
| 3    | バイきんぐ        | 4    |
| 3    | ニッチェ          | 4    |
| 3    | 響                | 4    |
| 3    | ジグザグジギー    | 4    |

| 順位 |                    | KB  | 収録場所         |
| ---- | ------------------ | --- | ---------------- |
| 1    | ジグザグジギー     | 541 | 茨城県・つくば市 |
| 2    | THE GEESE          | 537 | 岐阜県・羽島市   |
| 2    | スーパーマラドーナ | 537 | 岐阜県・羽島市   |
| 4    | タイムマシーン3号  | 533 | 東京・渋谷       |
| 4    | 井下好井           | 533 | 長野県・駒ヶ根市 |

| 順位 |                | KB  | 収録場所         |
| ---- | -------------- | --- | ---------------- |
| 1    | ニッチェ       | 457 | 愛知県・春日井市 |
| 2    | 花香芳秋       | 453 | 長野県・佐久市   |
| 3    | スパローズ     | 449 | 秋田県・秋田市   |
| 4    | ムートン       | 445 | 北海道・清水町   |
| 5    | 天狗           | 441 | 静岡県・焼津市   |
| 5    | ぽ〜くちょっぷ | 441 | 愛知県・長久手市 |

| 順位 |                | KB  | 収録場所       |
| ---- | -------------- | --- | -------------- |
| 1    | 閃光花火       | 285 | 東京・渋谷     |
| 2    | クマムシ       | 313 | 岐阜県・羽島市 |
| 3    | オキシジェン   | 321 | 東京・渋谷     |
| 4    | 春夏笑冬       | 333 | 東京・渋谷     |
| 4    | わらふぢなるお | 333 | 三重県・松阪市 |

- 東京収録に限定した最高オフエアKBはや団が記録した433KB。

| 順位 |                  | KB  | 収録場所         | 備考                                                                                          |
| ---- | ---------------- | --- | ---------------- | --------------------------------------------------------------------------------------------- |
| 1    | ソーセージ       | 0   | 愛知県・長久手市 | 収録後にメンバーの不祥事が発覚し、出演を辞退した。 （実際の計量は449KBで4位オンエアであった） |
| 2    | ブーブートレイン | 105 | 東京・渋谷       | 実際に計量を行った芸人に限定した最低KB。                                                      |
| 3    | 浜口浜村         | 117 | 大阪府・堺市     |                                                                                               |
| 4    | カブトムシ       | 121 | 東京・渋谷       |                                                                                               |
| 4    | ミスマッチグルメ | 121 | 東京・渋谷       |                                                                                               |
| 4    | ミラクルパワーズ | 121 | 東京・渋谷       |                                                                                               |

## 放送リスト
オンバト+PREMIUM、チャンピオン大会などの特別回を除く。

### 2010年
| 放送日   | 出演者 |
| -------- | --- |
| 4月17日  | アイデンティティ, アロハ，エルシャラカーニ，勝又，カナリア，ゴールドラッシュ，ザ・ゴールデンゴールデン，ジェニーゴーゴー，天竺鼠，ラバーガール                     |
| 4月24日  | アルコ&ピース，ヴィレッジ，鬼ヶ島，キスキスバンバン，夙川アトム，どぶろっく，藤崎マーケット，プリンセス金魚，平成ノブシコブシ，やさしい雨                          |
| 5月8日   | あきげん，朝倉小松崎，カノン，クロスバー直撃，クロンモロン，コア，上々軍団，トップリード，ヒデヨシ，ゆったり感，どぶろっく                                         |
| 5月15日  | JJポリマー，しゃもじ，少年少女，スーパーマラドーナ，スパローズ，Hi-Hi，ハライチ，パンサー，ヒカリゴケ，メンソールライト，カノン                                    |
| 5月22日  | 囲碁将棋，オテンキ，かまいたち，スマイル，ツィンテル，ななめ45°，のろし，ペパーミントの風に吹かれて，ぼれろ，マシンガンズ，少年少女                                |
| 6月19日  | エレファントジョン，カオポイント，カブトムシ，さらば青春の光，ジューシーズ，しんのすけとシャン，たんぽぽ，ノンスモーキン，フラミンゴ，モンスターエンジン，囲碁将棋 |
| 7月17日  | えんにち，GAG少年楽団，THE GEESE，ニッケルバック，パンダユナイテッド，ピーマンスタンダード，ブラジルマン，ボーイフレンド，ランチランチ                             |
| 7月24日  | ウメ，オレンジサンセット，我人祥太，カレー，銀シャリ，風藤松原，ブロードキャスト，ミスマッチグルメ，恋愛小説家，和牛，ボーイフレンド                               |
| 7月31日  | ますだおかだ，ペナルティ，アメリカザリガニ，エレキコミック，キャン×キャン，ザブングル                                                                              |
| 8月28日  | アイデンティティ，勝又，ガリガリガリクソン，劇団イワサキマキオ，コア，スカイラブハリケーン，ニレンジャー，響，ものいい，リトレイン，オレンジサンセット             |
| 9月11日  | アルコ&ピース，ウーマンラッシュアワー，キャラメルマシーン，ゴールドラッシュ，サイクロンZ，ダブルブッキング，チョコレートプラネット，天狗，プリンセス金魚           |
| 9月25日  | 鬼ヶ島，カナリア，上々軍団，ジンカーズ，藤崎マーケット，三日月シュガー，ゆったり感，ゆりありく，メンソールライト，ラヴドライブ，ダブルブッキング                   |
| 10月2日  | ザ・ゴールデンゴールデン，静，夙川アトム，ソーセージ，ハイキングウォーキング，ヒカリゴケ，平成ノブシコブシ，モンブランズ，やさしい雨，矢じるし                     |
| 10月9日  | あどばるーん，アームストロング，カジ，スーパーマラドーナ，弾丸ジャッキー，トップリード，パンサー，花香芳秋，ハライチ，名刀長塚，平成ノブシコブシ                   |
| 10月16日 | アナログタロウ，浦添ウィンドゥ，エレファントジョン，えんにち，劇団イワサキマキオ，Wエンジン，バイきんぐ，フラミンゴ，ブロードキャスト，パンサー                    |
| 10月23日 | 朝倉小松崎，キャプテン渡辺，グラップラーたかし，ジューシーズ，スパローズ，天狗，天津，のろし，ホタテーズ，ラバーガール，Wエンジン                                  |
| 11月13日 | あきげん，エリートヤンキー，しんのすけとシャン，トップリード，とろサーモン，西村，ヒカリゴケ，ファミリーレストラン，ラブレターズ，ランチランチ，天津               |
| 11月20日 | アームストロング，鬼ヶ島，クロンモロン，ザ・ゴリラバンド，ジグザグジギー，ななめ45°，メンソールライト，ゆったり感，ロケット団，ワンツーギャンゴ                    |
| 12月11日 | アイデンティティ，勝又，ガリベンズ，静，スーパーマラドーナ，スマイル，ブロッケン，HEY!たくちゃん，ぼれろ，ものいい，ロケット団                                     |
| 12月18日 | アームストロング，あどばるーん，オレンジサンセット，THE GEESE，ソーセージ，弾丸ジャッキー，トミドコロ，ニレンジャー，藤崎マーケット，やさしい雨                    |
| 12月25日 | オテンキ，Gたかし，ザ・ゴールデンゴールデン，GAG少年楽団，ジンカーズ，風藤松原，プリンセス金魚，ブロードキャスト，ラバーガール，和牛，ソーセージ                   |

### 2011年
| 放送日   | 出演者 |
| -------- | --- |
| 1月15日  | 朝倉小松崎，アルコ&ピース，えんにち，カブトムシ，夙川アトム，しんのすけとシャン，天狗，とろサーモン，花香芳秋，ラヴドライブ，和牛                                      |
| 1月22日  | アイデンティティ，エレファントジョン，勝又，かまいたち，キャプテン渡辺，少年少女，スマイル，ななめ45°，ハライチ，ぼれろ，夙川アトム                                    |
| 2月12日  | エリートヤンキー，我人祥太，かもめんたる，GAG少年楽団，上々軍団，トップリード，バイきんぐ，ものいい，ラブレターズ，ランチランチ，少年少女                              |
| 2月19日  | 朝倉小松崎，アナログタロウ，かまいたち，ゴールドラッシュ，高橋工房，天狗，ニレンジャー，フラミンゴ，プリマ旦那，メンソールライト，ものいい                             |
| 4月10日  | 朝倉小松崎, エレファントジョン, ザ・ゴールデンゴールデン, ジューシーズ, とろサーモン, ニレンジャー, バイきんぐ, ヒカリゴケ, 風藤松原, 藤崎マーケット, ゴールドラッシュ |
| 4月17日  | 囲碁将棋, 勝又, カブトムシ, かもめんたる, キャプテン渡辺, THE GEESE, 上々軍団, しんのすけとシャン, フラミンゴ, やさしい雨                                              |
| 4月24日  | ウエストランド，うしろシティ，ガリベンズ，かりんとう，クロヤギ，タイムマシーン3号，トミドコロ，ラバーガール，ラブレターズ，和牛                                        |
| 5月8日   | アナログタロウ, 囲碁将棋, オレンジサンセット, キャプテン渡辺, ケチン・ダ・コチン, さらば青春の光, 瞬間メタル, トレンディエンジェル, 風藤松原                           |
| 5月15日  | アームストロング, あかつ, エレファントジョン, コア, THE GEESE, ジグザグジギー, ジャウー, ビーフケーキ, 響, モエヤン, トレンディエンジェル                              |
| 5月22日  | オキシジェン, カブトムシ, かもめんたる, タイムマシーン３号, ドドん, ねじ, バイきんぐ, ゆったり感, 吉田たち, ラヴドライブ, ビーフケーキ                                 |
| 5月29日  | かまいたち, ザ・ゴールデンゴールデン, ジューシーズ, Wネーム, チャーミング, ななめ45°, ニレンジャー, 八福亭, 三日月マンハッタン, ミスマッチグルメ, 吉田たち             |
| 6月12日  | オテンキ, ザ・アンモナイト, 笑撃戦隊, GAG少年楽団, ヒカリゴケ, タイムマシーン3号, たいよう, 弾丸ジャッキー, 天狗, 花香芳秋, ニレンジャー                               |
| 6月19日  | えんにち, 乙, カブトムシ, 斉藤紳士, スパローズ, ツーライス, トップリード, パッチワーク, ブーブートレイン, ラバーガール, 弾丸ジャッキー                                 |
| 7月10日  | アルコ&ピース, ガスマスクガール, キャプテン渡辺, ザクマシンガン山田, ジンカーズ, スパイク, 世界少年, タイムマシーン３号, テンゲン, フラミンゴ, ブーブートレイン        |
| 8月28日  | アイデンティティ, あどばるーん, こぶし, ソーセージ, たかしひでき, 響, プリンセス金魚, 矢じるし, 和牛, わらふぢなるお                                                   |
| 9月4日   | ガリガリガリクソン, キャプテン渡辺, サイクロンZ, 斉藤紳士, 夙川アトム, 代走みつくに, 高橋工房, トミドコロ, 西村, 花香芳秋                                              |
| 9月11日  | 井下好井，うしろシティ，ゴールドラッシュ，ザ・ゴールデンゴールデン，上々軍団，杉山えいじ，TAIGA，ダブルネーム，チョコレートプラネット，風藤松原                        |
| 9月25日  | アナログタロウ，アルコ&ピース，エルシャラカーニ，勝又，グランジ，ケチン・ダ・コチン，天狗，ニッチェ，ムートン，ランチランチ                                            |
| 10月2日  | アイデンティティ，あきげん，ウエストランド，かもめんたる，ソーセージ，花香芳秋，響，ミルククラウン，ラバーガール，冷蔵庫マン                                           |
| 10月9日  | 鬼ヶ島，がっつきたいか，THE GEESE，GAG少年楽団，ジンカーズ，スパローズ，ツィンテル，ボーイフレンド，ぽーくちょっぷ，やさしい雨                                         |
| 10月16日 | えんにち, 学天即, キャプテン渡辺, ザギンデシースルー, さらば青春の光, ジグザグジギー, 笑撃戦隊, タイムマシーン３号, ラブレターズ, わらふぢなるお                       |
| 10月30日 | 乙, オテンキ, カブトムシ, コンパス, span!, ニレンジャー, 牧野ステテコ, マシンガンズ, ムートン, ゆったり感                                                              |
| 11月6日  | AMEMIYA, あんぺあ, うしろシティ, クロスバー直撃, ザ・ゴールデンゴールデン, チョイチャック, 天狗, トミドコロ, ニッケルバック, 八福亭                                    |
| 11月13日 | エレファントジョン, グランジ, KBBY, ゴールドラッシュ, コマンダンテ, さな, スギタヒロシ, 寅人, ニッチェ, ぷち観音                                                       |
| 11月20日 | 井下好井, かもめんたる, セバスチャン, TAIGA, 虹の黄昏, バイきんぐ, メンソールライト, ランチランチ, リンシャンカイホウ, 和牛                                            |
| 12月4日  | ウエストランド, ソーセージ, ザクマシンガン山田, ケチン・ダ・コチン, 杉山えいじ, 勝又, セブンbyセブン, ピテカントロプス, スーパーマラドーナ, スカイラブハリケーン       |
| 12月11日 | グランジ, や団, トライアングル, ゆってぃ, ミラクルパワーズ, たいよう, ツィンテル, span!, 西村, アルコ&ピース                                                           |
| 12月18日 | ジグザグジギー, ヒカリゴケ, サイクロンZ, 天狗, 鬼ヶ島, ヒデヨシ, ばいそん, ハチクミ, カブトムシ, ジンカーズ                                                            |

### 2012年
| 放送日   | 出演者 |
| -------- | --- |
| 1月15日  | スギタヒロシ, 村瀬雄一, エレファントジョン, THE GEESE, コマンダンテ, ブリッジマウンテン, モエヤン, テンゲン, 響, チョコレートプラネット                            |
| 1月22日  | あかつ, エーデルワイス, キャプテン渡辺, クロスバー直撃, ツインズ, 天狗, ななめ45°, パンダユナイテッド, 風藤松原, ラバーガール                                      |
| 2月5日   | あばれる君, アルコ&ピース, 井下好井, うしろシティ, 鬼ヶ島, 勝又, GAG少年楽団, 知念, フリータイム, ぽ～くちょっぷ                                                   |
| 2月12日  | アイデンティティ, こぶし, さらば青春の光, Gたかし, span!, ななめ45°, ニッケルバック, ニッチェ, ラブレターズ, 和牛                                                  |
| 2月19日  | エレファントジョン, かもめんたる, コンパス, ざしきわらし, シオマリアッチ, タイムマシーン3号, ネルソンズ, ヒデヨシ, ムートン, や団                                  |
| 3月4日   | ザ・ゴールデンゴールデン, 少年感覚, 千葉チューセッツ, ツィンテル, ティーチ, バイきんぐ, ヒカリゴケ, 風藤松原, ラバーガール, 和牛                                   |
| 3月18日  | アイロンヘッド, ウエストランド, うしろシティ, ぐりんぴーす, クレオパトラ, THE GEESE, 閃光花火, タイムマシーン３号, ヒデヨシ, や団                                  |
| 3月25日  | GUMシロップ, キャプテン渡辺, 巨匠, GAG少年楽団, ななめ45°, バイきんぐ, パンダスティックランマー, 100W, 風藤松原                                                    |
| 4月8日   | チョコレートプラネット, アボカドランドリー, 三日月マンハッタン, ハチクミ, マシンガンズ, オレンジサンセット, ニッチェ, ブルーセレブ, アインシュタイン, や団         |
| 4月15日  | 響, ジグザグジギー, どきどきキャンプ, タイムボム, ラブレターズ, オキシジェン, ビーフケーキ, 冷蔵庫マン, BURN, アームストロング                                     |
| 4月22日  | エレファントジョン, ケチン・ダ・コチン, シーランド, スギタヒロシ, チキチキジョニー, トミドコロ, ヒダリウマ, プリマ旦那, やさしい雨, ロックンロールコメディーショー |
| 5月13日  | あかつ, 阿佐ヶ谷姉妹, オテンキ, クレオパトラ, Gたかし, ニューヨーク, ヒカリゴケ, ピテカントロプス, 風藤松原, リンシャンカイホウ                                    |
| 5月20日  | あきげん, アルコ&ピース, うしろシティ, かもめんたる, 巨匠, シンクロック, スタンバイ, スパイク, 寅人, パップコーン                                                  |
| 6月3日   | アームストロング, アインシュタイン, あばれる君, カオポイント, 湘南デストラーデ, 世界少年, そんぐば～ど, たいよう, メンソールライト, ラバーガール                   |
| 6月10日  | アイデンティティ, ウメ, LLR, クロスバー直撃, THE GEESE, さらば青春の光, 閃光花火, TAIGA, チェルシー                                                                |
| 6月17日  | こぶし, サイクロンZ, ザンゼンジ, スパイク, ツインクル, ツィンテル, ヒューマン中村, プリンセス金魚, ラブレターズ, ランチランチ                                      |
| 7月15日  | ウエストランド, じゅんいちダビッドソン, ソフトアタッチメント, チョコレートプラネット, ニッチェ, 響, ぽ～くちょっぷ, マシンガンズ, 恋愛小説家                       |
| 7月22日  | クレオパトラ, GAG少年楽団, 笑撃戦隊, 流れ星, バイきんぐ, ビッグタスク, ヒデヨシ, 風藤松原, ムートン, ルネ                                                          |
| 8月26日  | 井下好井, うしろシティ, エガラモガラ, オキシジェン, キャプテン渡辺, スパローズ, ねじ, ぺんぎんナッツ, メンソールライト, ラバーガール                               |
| 9月2日   | アインシュタイン, あどばるーん, AMEMIYA, エリートヤンキー, エレファントジョン, 大村小町, ザ・ゴールデンゴールデン, ジグザグジギー, トップリード, モエヤン          |
| 9月9日   | アボカドランドリー, かもめんたる, キャプテン渡辺, ゴールドラッシュ, シソンヌ, ツィンテル, ヒューマン中村, ムートン, やさしい雨, ワルステルダム                     |
| 9月16日  | アルコ&ピース, さな, GAG少年楽団, 静, スパナペンチ, タイムボム, ヒカリゴケ, マヂカルラブリー, や団, リンシャンカイホウ                                             |
| 9月23日  | あきげん, いけだてつや, エリートヤンキー, オテンキ, カルマライン, Gたかし, チキチキジョニー, BLUE RIVER, マシンガンズ, 吉田たち                                    |
| 9月30日  | アイデンティティ, エレファントジョン, キャプテン渡辺, クマムシ, トミドコロ, トレンディエンジェル, ヒカリゴケ, フリータイム, プリマ旦那, ランチランチ               |
| 10月7日  | あかつ, あばれる君, ウメ, KICK☆, サイクロンZ, ヒューマン中村, HEY!たくちゃん, ゆってぃ, 横澤夏子, 冷蔵庫マン                                                       |
| 10月14日 | 阿佐ヶ谷姉妹, ケチン・ダ・コチン, コンパス, タナからイケダ, ツインクル, 流れ星, BURN, マヂカルラブリー, ムートン, ラバーガール                                     |
| 11月4日  | S×L, 勝又, クロスバー直撃, さらば青春の光, 笑撃戦隊, スパイク, チャーミング, ニッチェ, ぽ～くちょっぷ, メンソールライト                                            |
| 11月11日 | アルコ&ピース, かもめんたる, ジグザグジギー, スカイラブハリケーン, ドリーマーズ, トレンディエンジェル, バイきんぐ , プリマ旦那, ホシカワ, リンシャンカイホウ       |
| 12月2日  | あきげん, クレオパトラ, 334, シロハタ, 馬鹿よ貴方は, ハチクミ, ヒデヨシ, 風藤松原, や団, 吉田たち                                                                  |
| 12月9日  | アボカドランドリー, うしろシティ, オレンジサンセット, GAG少年楽団, 春夏笑冬, すっぽん大学, ツィンテル, トップリード, 響, 横澤夏子                                  |
| 12月16日 | アイデンティティ, エレファントジョン, オテンキ, スパイク, だいなお, 流れ星, ビーフケーキ, マザー, 真夜中クラシック, ラジークイーン                                 |
| 12月23日 | アームストロング, 巨匠, ケチン・ダ・コチン, 新宿カウボーイ, ツインクル, ななまがり, ニッチェ, ヒカリゴケ, ひよしなかよし, わらふぢなるお                           |

### 2013年
| 放送日   | 出演者 |
| -------- | --- |
| 1月6日   | ウエストランド, クレオパトラ, THE GEESE, じゅんいちダビッドソン, 助走, トップリード, はまこ・テラこ, 吉田たち, ラバーガール, リンシャンカイホウ      |
| 1月13日  | アインシュタイン, あばれる君, 勝又, Gたかし, ジグザグジギー, ジャングルボーボー, だいなお, トレンディエンジェル, マシンガンズ, ラブレターズ          |
| 1月20日  | アームストロング, ウエストランド, うしろシティ, くじら, こぶし, ハリウッドザコシショウ, フリータイム, BLUE RIVER, ベティ, 吉田たち                   |
| 2月3日   | 勝又, ケチン・ダ・コチン, すっぽん大学, チャンピオンジム, トミドコロ, トレンディエンジェル, 浜口浜村, ヒューマン中村, 風藤松原, 守谷日和             |
| 2月10日  | アナログタロウ, オキシジェン, キクモトスズキ, THE GEESE, Gたかし, 笑撃戦隊, スパイク, スパローズ, ポラロイドマガジン, メンソールライト               |
| 2月17日  | アイデンティティ, ウエストランド, クレオパトラ, ケチン・ダ・コチン, シオマリアッチ, TAIGA, 東京アヴァンギャルド, ヒデヨシ, ムートン, 吉田たち        |
| 3月3日   | ウエストランド, コマンダンテ, コンパス, THE GEESE, ジグザグジギー, デニス, ヒカリゴケ, 響, 風藤松原, リンシャンカイホウ                              |
| 3月10日  | アイデンティティ, あばれる君, うしろシティ, エレファントジョン, シソンヌ, Gたかし, 流れ星, バイきんぐ, バイク川崎バイク, マッハスピード豪速球        |
| 4月7日   | ウエストランド, S×L, 大村小町, かもめんたる, ジューシーズ, ツインクル, トップリード, ボーイフレンド, モンブランズ, 夜ふかしの会                      |
| 4月14日  | アボカドランドリー, オテンキ, カンフーガール, 巨匠, 助走, ヒカリゴケ, ヒデヨシ, 風藤松原, グランジ, 和牛                                             |
| 4月21日  | アイデンティティ, エリートヤンキー, エル・カブキ, 学天即, GAG少年楽団, 笑撃戦隊, ボルトボルズ, や団, わらふぢなるお, わんぱくウォリアーズ            |
| 5月12日  | インポッシブル, エレファントジョン, キック, ケチン・ダ・コチン, コンパス, サミットクラブ, スーパーマラドーナ, チョップリン, プリマ旦那, ラブレターズ |
| 5月19日  | オキシジェン, 雷ジャクソン, こぶし, タナからイケダ, トミドコロ, 西村ヒロチョ, BLUE RIVER, マシンガンズ, リージェントグラフ, レモンティー             |
| 6月2日   | 阿佐ヶ谷姉妹, ウメ, 勝又, チキチキジョニー, ツィンテル, ニューヨーク, ブランケット, フリータイム, ランチランチ, 吉田たち                             |
| 6月9日   | ジャングルボーボー, 大福, デニス, 天竺鼠, どんぴしゃ, ニッチェ, 響, ボルトボルズ, やさしい雨, ロビンソンズ                                           |
| 6月16日  | アルコ&ピース, かたつむり, GAG少年楽団, Gたかし, シロハタ, スマイル, チューインガム, トライアングル, ヒデヨシ, BLUE RIVER                            |
| 6月23日  | ライス, うしろシティ, S×L, オテンキ, クマムシ, グランジ, シオマリアッチ, ジグザグジギー, マシンガンズ, マンマミーヤ                                  |
| 7月14日  | あばれる君, アボカドランドリ, 囲碁将棋, THE GEESE, ジャッカス, スーパーマラドーナ, タイムボム, トラッシュスター, ピーマンズスタンダード, 風藤松原    |
| 7月21日  | 巨匠, ケチン・ダ・コチン, ジェラードン, 西村ヒロチョ, ニッチェ, パーマ大佐, ひよしなかよし, や団, ムートン, メンソールライト                         |
| 8月4日   | 阿佐ヶ谷姉妹, かたつむり, コンパス, ダブルブッキング, ツィンテル, 日本エレキテル連合, ヒカリゴケ, 藤崎マーケット, ブロッケン, 夜ふかしの会           |
| 9月15日  | アイロンヘッド, アルコ&ピース, ザンゼンジ, チキチキジョニー, 千葉チューセッツ, 響, ブランケット, フリータイム, ぼーなすとらっく, マザー              |
| 9月15日  | あばれる君, ウメ, こぶし, ザ・ツイスターズ, ジグザグジギー, ジャッカス, スマイル, チョップリン, レモンティー, ロシアンモンキー                       |
| 9月22日  | アイデンティティ, オキシジェン, 学天即, かもめんたる, 334, ジャングルボーボー, ムートン, 横澤夏子, ラバーガール, ロビンソンズ                        |
| 10月6日  | ウエストランド, うしろシティ, 大村小町, 鬼ヶ島, クマムシ, THE GEESE, タイムボム, トップリード, パーマ大佐, やさしいズ                                |
| 10月13日 | GAG少年楽団, ジェラードン, ドリーマーズ, BLUE RIVER, ぼーなすとらっく, ボルトボルズ, メンソールライト, ラブレターズ, ランチランチ, わらふぢなるお    |
| 10月20日 | エレファントジョン, カンフーガール, Gたかし, ジグザグジギー, シリフリ, ピーマンズスタンダード, 風藤松原, ボーイフレンド, 真夜中クラシック, ライス    |
| 11月3日  | 囲碁将棋, 勝又, キサラギ, ザンゼンジ, ジャッカス, じゅんいちダビッドソン, ダブルブッキング, チョップリン, 響, ロシアンモンキー                       |
| 11月10日 | アルコ&ピース, ケチン・ダ・コチン, コーヒールンバ, ゴールドラッシュ, コンパス, 3フランシスコ, スーパーマラドーナ, ツィンテル, ライス, ラバーガール   |
| 11月17日 | あどばるーん, うしろシティ, エレファントジョン, グランジ, じゅんいちダビッドソン, シリフリ, 風藤松原, ブランケット, ラブレターズ, レモンティー       |
| 12月1日  | アイデンティティ, 阿佐ヶ谷姉妹, S×L, こぶし, スマイル, チキチキジョニー, トミドコロ, ニッチェ, ボーイフレンド, 夜ふかしの会                          |
| 12月8日  | オテンキ, 学天即, 巨匠, ケチン・ダ・コチン, ジェラードン, シロハタ, スーパーマラドーナ, 煮物女子, ピーマンズスタンダード, メンソールライト           |
| 12月15日 | あばれる君, エリートヤンキー, オキシジェン, ザンゼンジ, 自由気まま, タナからイケダ, トップリード, どんぴしゃ, パーマ大佐, や団                       |
| 12月22日 | かぎしっぽ, 勝又, THE GEESE, ジェラードン, ジグザグジギー, チョップリン, 寅人, 夜ふかしの会, ラバーガール, レモンティー                              |

### 2014年
| 放送日  | 出演者 |
| ------- | --- |
| 1月5日  | アルコ&ピース, 囲碁将棋, ケチン・ダ・コチン, Gたかし, ジャングルボーボー, ジンカーズ, ニッチェ, ボーイフレンド, ボルトボルズ, ワルステルダム |
| 1月12日 | ウエストランド, エレファントジョン, 学天即, グランジ, THE GEESE, GAG少年楽団, チキチキジョニー, パーマ大佐, BLUE RIVER, メンソールライト     |
| 1月19日 | 阿佐ヶ谷姉妹, あばれる君, アルミカン, 囲碁将棋, うしろシティ, S×L, 三四郎, スマイル, トップリード, わらふぢなるお                            |
| 2月2日  | エレファントジョン, オテンキ, ザンゼンジ, タナからイケダ, どんぴしゃ, ニッチェ, 風藤松原, BLUE RIVER, ボーイフレンド, ボルトボルズ           |
| 3月2日  | あばれる君, アルコ&ピース, 学天即, ジェラードン, じゅんいちダビッドソン, スマイル, チキチキジョニー, ツィンテル, や団, ラバーガール          |
| 3月9日  | ウエストランド, うしろシティ, キサラギ, グランジ, ザンゼンジ, ジグザグジギー, タナからイケダ, ツィンテル, 寅人, 煮物女子                     |

## 歴代司会者
いずれもNHKアナウンサー。（斉藤・古賀は当時）
- 斉藤孝信（2010年4月16日 - 2012年3月31日） / 第1期 - 第2期
- 古賀一（2012年4月7日 - 2013年3月24日） / 第3期
- 柴崎行雄（2013年4月6日 - 2014年3月23日） / 第4期

## チャンピオン大会
原則的に年度末に開催。以下の出場条件のいずれかを満たした組が出場し年間王者を決定する。
- 前回大会のチャンピオン
- 「視聴者投票枠」に選出される（下記参照）
- 期間内にオンエアを規定回数以上勝ち取り、その合計KBランキングで上位に入る

## 視聴者投票

### +1（2010年度）
オフエアになった組で視聴者投票（1回につき1組だけに投票できる）を行い、最多得票数の組が次回放送の中で+1（プラスワン）として放送される。
記録
+1の最高・最低KBは上記表を参照。
| 順位 |                    | 票数 |
| ---- | ------------------ | ---- |
| 1    | モンスターエンジン | 1845 |
| 2    | 少年少女           | 1827 |
| 3    | パンサー           | 1705 |
| 4    | エリートヤンキー   | 1615 |
| 5    | ソーセージ         | 1540 |

| 順位 |                  | 票数 |
| ---- | ---------------- | ---- |
| 1    | ジャウー         | 114  |
| 2    | カオポイント     | 151  |
| 3    | やさしい雨       | 157  |
| 4    | ブルーセレブ     | 182  |
| 5    | ワンツーギャンゴ | 184  |

| 順位 |                    | 票数 | 備考                            |
| ---- | ------------------ | ---- | ------------------------------- |
| 1    | スーパーマラドーナ | 1474 | 1位は1705票のパンサー           |
| 2    | 我人祥太           | 1338 | 1位は1370票のものいい           |
| 3    | ノンスモーキン     | 1163 | 1位は1845票のモンスターエンジン |
| 4    | スマイル           | 1152 | 1位は1493票の少年少女           |
| 5    | 夙川アトム         | 1023 | 1位は1290票の平成ノブシコブシ   |

### 2011年度以降
オンエアになった組で視聴者投票（ネタ披露中にそれぞれ1票、全組ネタ披露後に一番面白かったと思う組に1票）を毎週行い、視聴者投票で上位3位を獲得した挑戦者にはポイントが与えられる。
1位は5ポイント・2位は3ポイント・3位は1ポイントである。
合計ポイントで年間1位に輝いた挑戦者は毎年3月に放送の「チャンピオン大会」に視聴者投票枠として出場する。

### 視聴者投票記録
| 順位 |              | 票数 |
| ---- | ------------ | ---- |
| 1    | うしろシティ | 6038 |
| 2    | デニス       | 5951 |
| 3    | ニッチェ     | 5868 |
| 4    | うしろシティ | 5564 |
| 5    | 風藤松原     | 5438 |

| 順位 |                | 票数 |
| ---- | -------------- | ---- |
| 1    | コンパス       | 518  |
| 2    | 笑撃戦隊       | 529  |
| 3    | ウエストランド | 563  |
| 4    | 閃光花火       | 588  |
| 5    | TAIGA          | 629  |

## オンバト+ PREMIUM
2010年度の地方収録で本編と併せて収録された番外編。「爆笑オンエアバトル」時代に活躍したOB・OG芸人が出演し、「芸人魂」を賭けてそれぞれますだおかだとペナルティが率いる3組1チームの2チームに分かれて対戦する。勝敗は本編と同じように審査員による投票（金色のボールを使用）で決められ、獲得KBの多いチームが勝者となる。MCは岡田圭右とヒデが担当。
各コーナーは以下の通りで、放送1回につきこの中から3種類が行われる。
ネタバトル
両チームの代表1組が持ちネタを披露する。
会場アンケートでサプライズ!
観客に様々なお題でアンケートを取り、その内容について大喜利形式で解答する。
あてぶりコントでサプライズ!
両チームの代表者3人が、それぞれ相手チームの代表者1人によるナレーションに合わせてアドリブでコントを行う。
借り物しりとりでサプライズ!
観客の所持品をしりとり形式で次々と借りていき、制限時間内にどれだけ借りられるかを競う。
ご指定アイテムでサプライズ!
制限時間内に、お題に書かれた物をお題で指定された観客から借りる数を競う。
詳細は爆笑オンエアバトル#オンバトPREMIUMも参照。
出演芸人
| 放送日         | 収録場所        | 出場芸人               | 出場芸人           | 出場芸人         | 出場芸人           |
| 放送日         | 収録場所        | ますだおかだチーム     | ますだおかだチーム | ペナルティチーム | ペナルティチーム   |
| -------------- | --------------- | ---------------------- | ------------------ | ---------------- | ------------------ |
| 2010年5月28日  | 滋賀県 栗東市   | パックンマックン       | オジンオズボーン   | スピードワゴン   | アジアン           |
| 2010年7月30日  | 京都府 精華町   | アメリカザリガニ       | エレキコミック     | キャン×キャン    | ザブングル         |
| 2010年10月29日 | 北海道 中標津町 | スピードワゴン         | 三拍子             | パックンマックン | 流れ星             |
| 2010年11月26日 | 栃木県 矢板市   | インスタントジョンソン | 髭男爵             | ダイノジ         | U字工事            |
| 2011年1月28日  | 長野県 佐久市   | エレキコミック         | ハマカーン         | 三拍子           | キングオブコメディ |
| 2011年2月25日  | 鳥取県 境港市   | イワイガワ             | ダンディ坂野       | スピードワゴン   | ユリオカ超特Q      |

## 番組テーマ曲
『オンバト+』では、オープニングテーマ、登場テーマ、オチ音、エンディングテーマなどの作曲・編曲・プロデュースを中塚武が担当している。 
| 期間        | オープニング曲 | エンディング曲 | 備考 |
| ----------- | -------------- | -------------- | ---- |
| 2010年4月 - | 番組オリジナル | 番組オリジナル |      |

## 放送日時
いずれも総合テレビでの放送でJST。暦日を基準とする。つまり、午前0時以降に放送される場合は、前日の深夜に放送されていることになる。NHKワールド・プレミアムでも同時刻に放送されている。
- 2010年度 （第1土曜日を除く）土曜日 0:15 - 0:44（第1土曜日は笑・神・降・臨を放送）
- 2011年度以降 （最終日曜日を除く）日曜日 0:50 - 1:20[注 4]（最終日曜日は今夜も生でさだまさしを放送）